# Christine Kirch
Christine Kirch (Guben, abril de 1697- Berlín, 6 de mayo de 1782) fue una astrónoma alemana.
Fue hija de los astrónomos Gottfried Kirch y Maria Winkelmann y hermana de Christfried Kirch. Ella y su hermana, Margaretha Kirch, recibieron clases de astronomía desde los diez años y trabajaron como ayudantes de su hermano. Christine Kirch hizo los cálculos y asistió en las observaciones de Christfried Kirch. Ella calculó el almanaque y las efemérides para la Academia de Ciencias de Berlín hasta su muerte.
Debido a este último trabajo, es considerada como la primera mujer en recibir un pago por sus servicios en la astronomía.